# Fabrègues
Fabrègues (okzitanisch Fabregas) ist eine südfranzösische Kleinstadt und eine Gemeinde (commune) mit 7.200 Einwohnern (Stand: 1. Januar 2022) im Département Hérault in der Region Okzitanien.

## Lage und Klima
Der etwa 35 m hoch gelegene Ort Fabrègues liegt etwa 12 km (Fahrtstrecke) südwestlich von Montpellier am Fuß des Gardiolemassivs, einem Ausläufer der provencalisch-pyrenäischen Kette.

## Bevölkerungsentwicklung
| Jahr                      | 1800 | 1851 | 1901 | 1954 | 1999 | 2018 |
| Einwohner                 | 656  | 1163 | 1648 | 1433 | 5901 | 7142 |
| Quelle: Cassini und INSEE |      |      |      |      |      |      |

Aufgrund der relativen Nähe zur Großstadt Montpellier und den auf dem Lande deutlich niedrigeren Immobilienpreisen ist seit den letzten Jahrzehnten des 20. Jahrhunderts wieder ein deutlicher Anstieg der Bevölkerungszahlen zu verzeichnen.

## Wirtschaft
Früher wurden Feldwirtschaft und Weinbau zur Selbstversorgung, später aber auch schon für den Export betrieben. Im Ort selbst haben sich Handwerker und Kleingewerbetreibende niedergelassen, doch viele Bewohner des Ortes arbeiten in Béziers. Fabrègues gehört zum Weinbaugebiet Coteaux du Languedoc.

## Geschichte

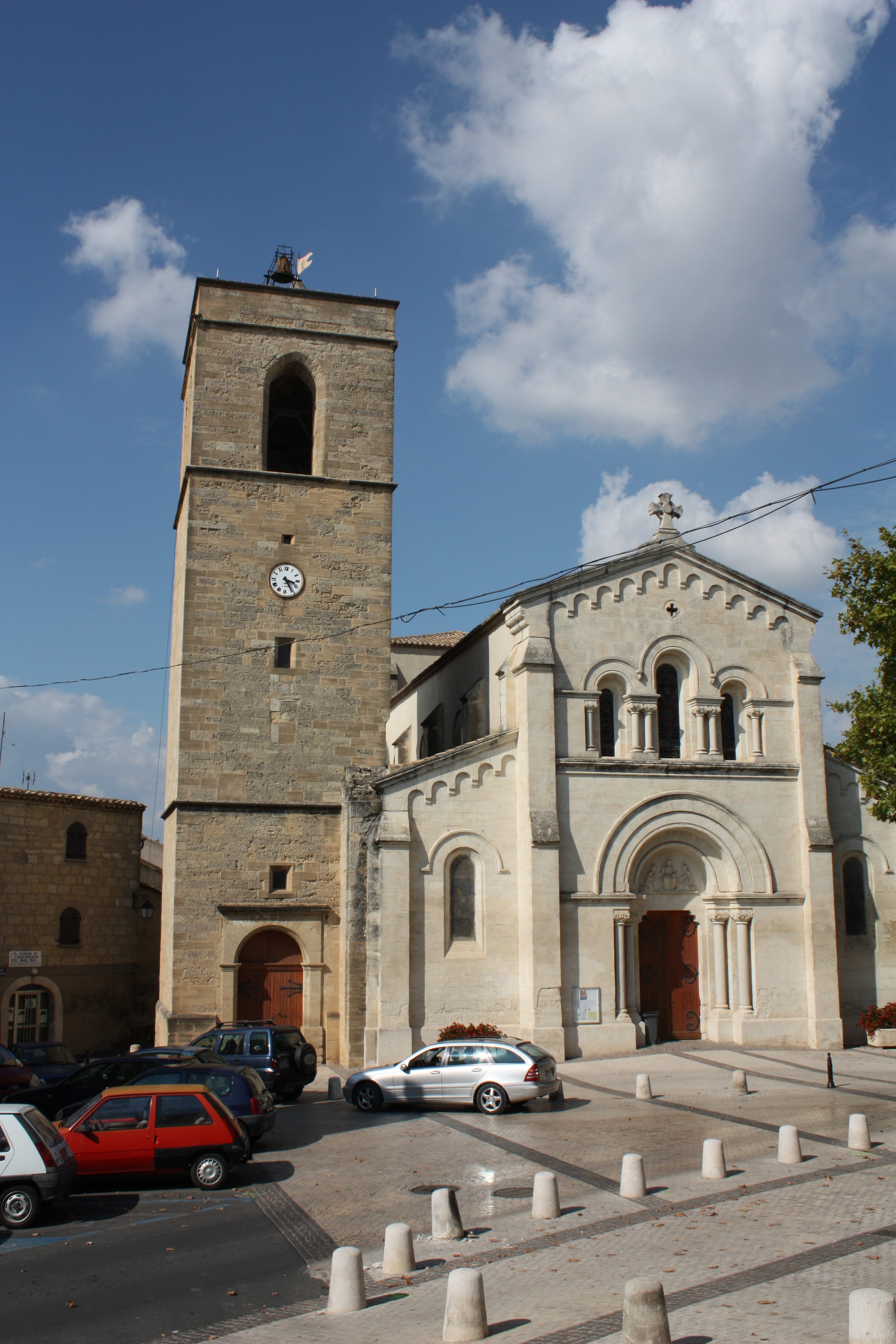
Kirche Saint-Jacques

Bis in die Jungsteinzeit durchstreiften Jäger und Sammler, deren Steinmesser und Pfeilspitzen gefunden wurden, das Gebiet. Auch Funde bronzezeitlicher und keltischer Siedler wurden gemacht. Die Römer bauten die Via Domitia hier entlang, hinterließen aber keine Siedlungsspuren. Wahrscheinlich entstand der Ort erst im 9. oder 10. Jahrhundert; im 11. oder 12. Jahrhundert wurde er zu einem Runddorf (circulade) umgestaltet.

## Sehenswürdigkeiten
- Auf dem Plateau oberhalb der Ortschaft Fabrègues befinden sich die Reste des sog. Oppidums de la Roque, einer keltischen Siedlung, seit 1960 ist dieser Platz als Monument historique eingetragen.
- Église Saint-Jacques mit Glockenturm (clocher) aus dem 12. und Kirche aus dem 17. Jahrhundert, Fassade 19. Jahrhundert; seit 1947 Monument historique
- Chapelle Saint-Baudile aus dem 11. bzw. 12. Jahrhundert
- Château du Vieux Mujolan, befestigte Anlage aus dem 12. und 13. Jahrhundert; seit 1991 Monument historique
- Château d’Agnac, diente heute zu Wohnzwecken
- Château de Launac, zunächst von den Römern genutzt, später Kommende des Templerordens

## Gemeindepartnerschaft
Mit der spanischen Gemeinde Riola in der Provinz Valencia besteht eine Partnerschaft.